# Emil Boc
Emil Boc (n. 6 septembrie 1966, Răchițele, Cluj) este un politician român, din 2005 și până în 2012 fost președinte al Partidului Democrat, respectiv al Partidului Democrat Liberal. În perioada 22 decembrie 2008 - 6 februarie 2012 a fost prim-ministru al României. La alegerile locale din anul 2024 a obținut un nou mandat de primar al Clujului, după cele obținute în 2004, 2008, 2012, 2016, 2020, respectiv 2024.

## Familia
Este căsătorit cu Oana Boc, lector universitar la Facultatea de Litere din Cluj. Împreună au două fete.
Unul din bunicii săi, Suciu Pașcu, a fost primul primar comunist din Răchițele, fiind ucis de gruparea partizanului anticomunist Teodor Șușman.

## Activitate profesională
A terminat în 1991 cursurile Facultății de Istorie și Filosofie din Cluj, iar în 1995 pe cele ale Facultății de Drept. Începând din 1996 este înscris ca avocat în Baroul Cluj. Din 2000 este doctor în științe politice și filosofie politică, precum și doctorand în drept constituțional și instituții politice. În prezent ocupă postul de conferențiar universitar la Facultatea de Științe Politice, Administrative și ale Comunicării și la Facultatea de Drept din cadrul Universității „Babeș-Bolyai” din Cluj.

## Cariera politică

### Înainte de 1989
Emil Boc a deținut funcțiile de vicepreședinte al Consiliului Uniunii Asociațiilor Studențești al Universității „Babeș-Bolyai” și președinte al Uniunii Asociațiilor Studenților Comuniști din România, filiala Cluj între 1987 și 1989.

### Deputat
A fost deputat în legislatura 2000-2004, în care a deținut funcția de vicepreședinte al Comisiei Juridice din Camera Deputaților. În 2003 a fost ales în funcția de președintele executiv al Partidului Democrat și lider al grupului parlamentar PD din Camera Deputaților. În același an a activat ca vicepreședinte al Comisiei de Revizuire a Constituției. 

### Primar al Clujului
În turul al doilea al alegerilor locale din 2004 a fost ales primar al municipiului Cluj, devansându-l pe Ioan Rus (PSD), primul clasat în primul tur de scrutin. Ioan Rus obținuse inițial 60.199 de voturi reprezentând 40,17% din totalul voturilor valabil exprimate, iar Emil Boc, candidatul Alianței D.A., s-a clasat pe locul al doilea, cu 49.631 de voturi obținute, reprezentând 33,12% din totalul voturilor valabil exprimate. Al treilea clasat a fost primarul în exercițiu, Gheorghe Funar (PRM), care a obținut 33.150 de voturi (22,12% din total). În al doilea tur de scrutin Emil Boc a obținut susținerea electoratului lui Gheorghe Funar și a întrunit astfel 79.207 de voturi (56,26%), față de cele 61.584 de voturi (43,74%) obținute de Ioan Rus. 
La alegerile locale din 2008 Emil Boc a fost reales în funcția de primar încă din primul tur de scrutin, cu 86.657 de voturi obținute, reprezentând 76,21% din totalul voturilor valabil exprimate.
La alegerile locale din 2012, desfășurate într-un singur tur de scrutin, s-a clasat pe locul întâi, cu 53.674 de voturi (40,61% din total), față de cele 52.251 de voturi (39,53%) obținute de Marius Nicoară (PNL).
La alegerile locale din 2016, desfășurate într-un singur tur de scrutin, a câștigat funcția de primar al Clujului cu 64.311 de voturi, adică 64,76%.

### Președinte al PDL
Din 25 iunie 2005 a fost președinte al Partidului Democrat, și, după fuziunea cu PLD, președinte al Partidului Democrat Liberal rezultat din această fuziune. În data de 14 iunie 2012, ca urmare a eșecului PDL la alegerile locale din 2012, și-a depus mandatul din funcția de președinte al partidului.

### Prim ministru al României
La 15 decembrie 2008, în urma alegerilor legislative din 30 noiembrie 2008 și a retragerii lui Teodor Stolojan, candidatul desemnat inițial de președintele Traian Băsescu, acesta din urmă l-a desemnat pe Emil Boc drept nou candidat pentru funcția de prim-ministru al României. A fost validat prin votul Parlamentului la 22 decembrie 2008.
În urma desemnării ca prim-ministru a format Guvernul Boc, care a primit votul de învestitură al Parlamentului și a depus jurământul în fața președintelui Traian Băsescu în 22 decembrie 2008. Guvernul condus de acesta a preluat o situație economică dificilă, pe fundalul unei crize economice. Pentru a suplimenta veniturile bugetului de stat, guvernul condus de Emil Boc a introdus un impozit forfetar (impozit minim plătit de orice firmă). De asemenea, pentru a reduce cheltuielile bugetare, a introdus o lege ce interzicea cumulul pensiei cu salariul pentru angajații statului.

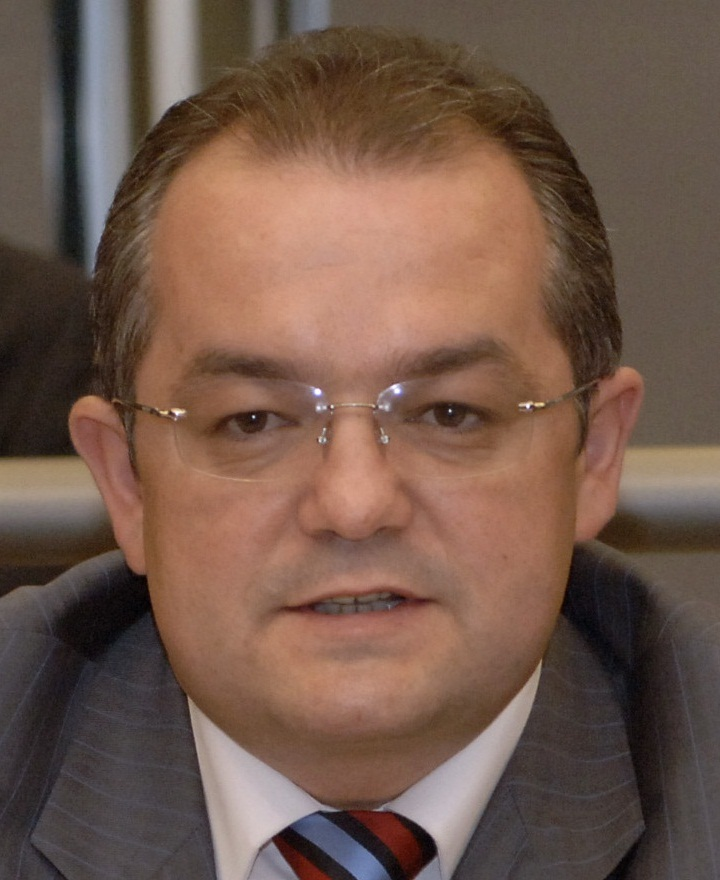
Emil Boc

În data de 13 octombrie 2009 guvernul Emil Boc a fost demis prin moțiune de cenzură, după ce toți miniștrii PSD s-au retras din guvern. Boc a continuat să asigure interimatul, fiind în același timp Prim-Ministru și ministru interimar al educației. După ce Traian Băsescu, susținut de Partidul Democrat-Liberal, a obținut un nou mandat de președinte al României la alegerile din decembrie 2009, Emil Boc a fost din nou desemnat candidat la funcția de prim-ministru și a fost reînvestit în funcție la 23 decembrie, cu 275 de voturi pentru și 135 împotrivă.
Primul ministru Emil Boc a prezentat demisia guvernului în data de 9 februarie 2012 ca urmare a protestelor din ianuarie 2012.

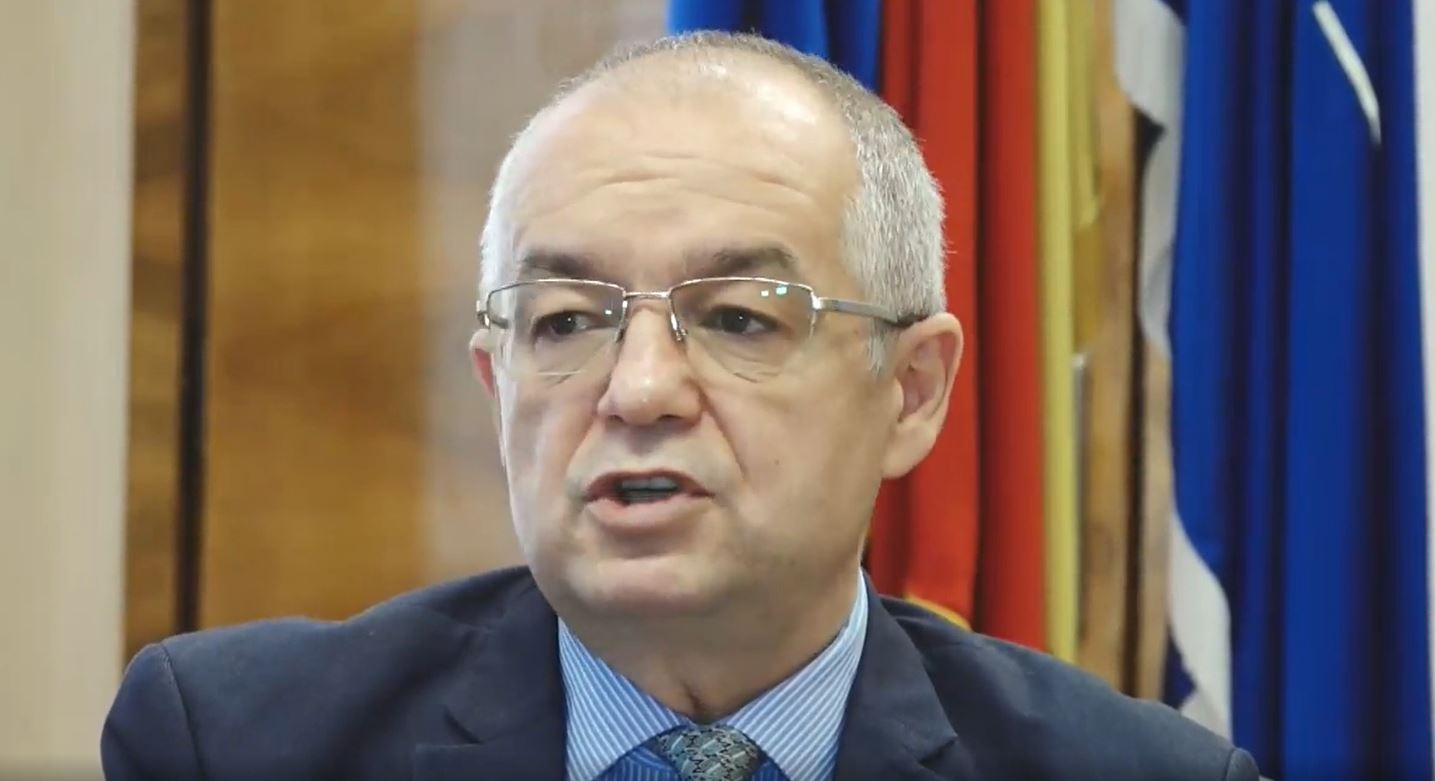
Emil Boc in 2021

## Relațiile cu comunitatea maghiară
Emil Boc a refuzat în toate mandatele sale de primar al Clujului inscripționarea bilingvă, în română și maghiară, a indicatoarelor rutiere de la intrarea și ieșirea în localitate, motivând că inscripționarea bilingvă ar fi obligatorie doar dacă ponderea minorității ar depăși 20% din populația unității administrative (art. 76 din legea 215/2001), iar comunitatea maghiară din Cluj are o pondere de 15,27%, conform recensământului din 2011. După ce a respins argumentul că atunci când proporția de 20% nu este atinsă, problema inscripționării în limba minorității este o chestiune ce ține de oportunitate, lăsată la îndemâna autorității locale, în data de 17 martie 2014 a fost înregistrată la Tribunalul Cluj o cerere în sensul obligării primarului Emil Boc să procedeze la inscripționarea bilingvă. Instanța a admis cererea în data de 11 iunie 2014, și l-a obligat pe primarul Boc să pună în aplicare hotărârea de Consiliu Local nr. 99 din 7 martie 2002, prin care a fost decisă inscripționarea bilingvă și prin care au fost alocate sumele de bani de la bugetul local în vederea confecționării și montării indicatoarelor respective, la principalele cinci intrări și ieșiri din oraș. Primarul Emil Boc a formulat recurs împotriva acestei sentințe. În data de 5 februarie 2015 Curtea de Apel Cluj a admis recursul formulat de primarul Emil Boc și, fără să judece cauza pe fond, a stabilit că fundația reclamantă nu avea calitate procesuală activă în proces, adică nu putea cere montarea celor cinci indicatoare bilingve.
Primarul Emil Boc a anunțat, în aprilie 2017, că la intrările în oraș vor fi amplasate indicatoare multilingve care să cuprindă toate numele pe care le-a purtat orașul de-a lungul timpului. Primarul a solicitat o opinie din partea UBB Cluj / Facultatea de Istorie și Filosofie pentru a putea lua o decizie în privința denumirilor orașului, denumiri care ar trebui trecute pe indicatoare. Pe indicator va apărea denumirea istorică a Clujului, dar și denumirile în limba română, maghiară și germană. 

## Cărți publicate
- Separația puterilor în stat, Cluj, Presa Universitară Clujeană, 2000.
- Instituții politice și proceduri constituționale în România, Cluj, Editura Accent, 2003; ediția a II-a, Cluj, Editura Accent, 2005.
- Drepturile omului și libertățile publice, Cluj, Editura Accent, 2003.